# Kirti Siri Raja Singha
Kirti Siri Raja Singha (1734 - 2 de gener de 1782) fou rei de Uda Rata, cunyat del seu predecessor Sri Vijaya Rajasinha.
Es va dedicar principalment a la literatura i a la religió. Va ordenar fer copies del Mahavansa, el Diqha Nikaya i el Sanyutta Nikaya; els seus dos germans, que havien estat nomenats sub-reis, van seguir el seu exemple. També va enviar una ambaixada a Siam, al rei Dhammika, al que van demanar l'enviament de monjos il·lustrats per difondre el budisme; el més important que va arribar fou Upali amb 10 més que van poder residir al temple de Malwatta (Puspharma); un altre grup de monjos estava dirigit per Maha Visuddhacariya i Varananamuni, van arribar seguidament.
El rei va preparar el pelegrinatge dels monjos siamesos als 16 santuaris principals del país (Mahiyangana, Nagadipa, Kelaniya, Pic d'Adam, Divaguha, Dighavapi, Mutiyangana, Tissa Maha Vihara, l'Arbre Bo, Mirisavetiya, Ruanweli, Thuparama, Abhayagiri, Jetavana, Sela Chetiya i Kataragama. En aquest regnat es va construir el Raja Maha Vihara (Gangarama) a Sengakapala; els hindús que estaven al càrrec de la petjada de Buda al Pic d'Adam foren substituïts per monjos budistes. Va fer altres serveis religiosos al budisme. El monjo Saranankara (Welliwitta) fou elevat en aquest regnat al ofici de Sangha Raja (una mena d'arquebisbe); aquest monjo va traduir el Milindapprasne del pali al singalès.
En aquest regnat un cap del sud, Dissanayake Mudaliyar, que era un gran lingüista, va escriure el Makaraddaja i altres peces de gran bellesa, i va traduir al singalès el tàmil Wallimatakatawa.
El rei va haver d'afrontar dues importants revoltes. La primera, el 1749, dirigida contra el seu pare Narenappa Nayaka (que reclamava el tron de Madurai, regne que havia estat ocupat pels musulmans), fàcilment sufocada; la segona, el 1760, fou més perillosa: pretenia reemplaçar-lo per un príncep siamès Tot i aquestes tensions, la dinastia Nayakkar es va mantenir pel suport que li donava la seva acció en favor del budisme i de la cultura local.
Molest perquè les fortificacions dels holandesos destruïen plantacions, el rei els va atacar el 1761, caient sobre diversos establiments de manera inesperada, apoderant-se de Matara i Hanwella i de nombrosos districtes fronterers. Però la situació es va capgirar i els holandesos van recuperar Matara i Hanwella el 1762, Puttalam i Chilaw l'any 1763 i a continuació van llançar una doble invasió del centre del país. Per dues vegades els holandesos van ocupar Senkadagala el 1763 amb un exèrcit de 8000 homes i els singalesos van desallotjar la seva capital, que va ser incendiada pels holandesos sent destruïts temples i llibres sagrats; aquests també es van apoderar dels districtes de Matale, Dumbera i Walapane i van destrossar les terres agrícoles de la rodalia de totes les zones ocupades, portant el regne a la vora de la fam l'any 1764. Finalment els holandesos es van haver de retirar a Colombo perquè els singalesos destruïen els seus combois d'aprovisionament. En la retirada holandesa els singalesos els van causar moltes baixes especialment en els grups que se separaven del cos principal; a Sitawaka (Avisawella) a dos dies de camí de Colombo, 400 holandesos foren atacats i morts; finalment pocs van poder tornar a Colombo vius. Kirti Sri Rajasinha havia demanat ajuda als britànics l'any 1762, però sense aconseguir concloure una aliança, però el 1765 els holandesos van iniciar negociacions i finalment el tractat de pau es va signar el 14 de febrer de 1766; Uda Rata concedia als holandesos tots els districtes fronterers, però també totes les províncies costaneres: el regne quedava així efectivament aïllat del món exterior. Les relacions a continuació foren ja sempre pacífiques.
Kirti Siri Raja Singha va morir el 2 de gener de 1782 i el va succeir el seu germà Siri Rajadhi Rajasinha.